# Joyabaj
Joyabaj (Santa María Joyabaj) é um município da Guatemala, no departamento de El Quiché.